# The Thread of Life
The Thread of Life est un film muet américain réalisé par Allan Dwan et sorti en 1912.

## Fiche technique
- Réalisation : Allan Dwan
- Date de sortie : États-Unis : 20 mai 1912

## Distribution
- J. Warren Kerrigan : le fugitif
- Pauline Bush : l'invalide
- Jack Richardson : le shérif
- George Periolat : le docteur